# Saint-Martin-des-Champs (Yonne)
Saint-Martin-des-Champs é uma comuna francesa na região administrativa de Borgonha-Franco-Condado, no departamento de Yonne. Estende-se por uma área de 34,22 km². Em 2010 a comuna tinha 280 habitantes (densidade: 8,2 hab./km²).